# Gary A. Strobel
Gary A. Strobel (* 23. September 1938 in Massillon (Ohio)) ist ein US-amerikanischer Pflanzenphysiologe und  Biochemiker. Internationale Bekanntheit erreichte er durch die Entdeckung eines Dieselkraftstoff-ähnlichen Gemischs, das durch den Pilz Clonostachys rosea produziert wird und unter dem Namen Mycodiesel als Kraftstoffalternative der Zukunft diskutiert wurde.

## Leben
Gary A. Strobel ging bis 1956 auf die Washington High School in seiner Heimatstadt Massillon, Ohio. Danach studierte er Botanik an der Colorado State University und schloss das Studium 1960 mit dem Bachelor of Science ab. 1963 promovierte er an der University of California im Fachgebiet Pflanzenphysiologie.
Von 1963 bis 1970 war Strobel Assistenzprofessor an der Montana State University, seit 1970 besetzt er dort einen regulären Lehrstuhl. Im Jahr 1975 ging er als Gastprofessor an die University of Minnesota und von 1976 bis 1977 arbeitete er am Landwirtschaftsministerium der Vereinigten Staaten (United States Department of Agriculture, abgekürzt USDA).
Er ist verheiratet mit Suzan Strobel und hat 5 Kinder, er ist bekennender Christ der Kirche Jesu Christi der Heiligen der Letzten Tage (Mormonen).

## Mycodiesel
Im Jahr 2008 publizierte Strobel seine Entdeckung, eine Produktion von Kohlenwasserstoffen in einem Dieselkraftstoff-ähnlichen Mischungsverhältnis, der unter bestimmten Voraussetzungen (Substratstress) durch den Pilz Clonostachys rosea produziert wird.
Bislang handelt es sich entsprechend bei Mycodiesel (auch Myco-Diesel, engl. myco-diesel) um einen ausschließlich experimentell produzierten Biotreibstoff, bei dessen Herstellung Pilze beteiligt sind. Eine industrielle Herstellung des Treibstoffs existiert bislang nicht. Laborversuche im Jahr 2008 ergaben, dass bei der Nahrungsmittelherstellung als Abfall anfallende Zellulose möglicherweise ein geeignetes Substrat zur Züchtung der Pilze und die Produktion ist.
Eckhard Boles vom Institut für Molekulare Biowissenschaften der Frankfurter Goethe-Universität, der selbst an der Herstellung von Biokraftstoffen aus synthetischen Hefen arbeitet, schätzt das Herstellungsverfahren aufgrund der sauerstofflimitierten Bedingungen als unökonomisch ein.

## Belege
1. ↑  Lebenslauf
2. ↑  Spiegel vom 4. November 2008
3. ↑  Strobel et al. 2008, Abstract (Memento des Originals vom 8. November 2008 im Internet Archive)  Info: Der Archivlink wurde automatisch eingesetzt und noch nicht geprüft. Bitte prüfe Original- und Archivlink gemäß Anleitung und entferne dann diesen Hinweis.
4. ↑  Homepage des AK Molekulare Biowissenschaften von Eckhard Boles (Memento des Originals vom 18. September 2008 im Internet Archive)  Info: Der Archivlink wurde automatisch eingesetzt und noch nicht geprüft. Bitte prüfe Original- und Archivlink gemäß Anleitung und entferne dann diesen Hinweis..
5. ↑  Jens Lubbadeh: Entdeckung eines US-Forschers: Wundersamer Regenwald-Pilz erzeugt Biodiesel. In: Spiegel Online. 2008, abgerufen am 25. Juli 2022.